# Falanghina del Sannio
Unter der Bezeichnung Falanghina del Sannio DOC werden Weiß- und Schaumweine in der italienischen Provinz Benevento, Region Kampanien, produziert. Sie bekamen 2011 den Status einer „kontrollierten Herkunftsbezeichnung“ („Denominazione di origine controllata“ – DOC), die zuletzt am 7. März 2014 aktualisiert wurde.

## Anbau
Der Anbau und die Vinifikation von Falanghina del Sannio DOC darf in der gesamten Provinz Benevento erfolgen. Die Gebiete der Unterzonen sind gesondert aufgeführt.
Die Denomination umfasst das größte Anbaugebiet in der Region Kampanien. Namensgebend ist die historische Landschaft Sannio. Im Jahr 2017 wurden 71.961 Hektoliter DOC-Wein erzeugt.

## Erzeugung
Alle Weißweine und Schaumweine müssen zu mindestens 85 % aus der Rebsorte Falanghina bestehen. Höchstens 15 % andere weiße Rebsorten, die für den Anbau in der Provinz Benevento zugelassen sind, dürfen zugesetzt werden.
Angeboten werden:
- Falanghina del Sannio (Bianco)
- Falanghina del Sannio Spumante (auch mit der „Metodo classico“)
- Falanghina del Sannio Passito
- Falanghina del Sannio vendemmia tardiva (Spätlese)

Alle Weine können zusätzlich mit der Nennung einer Unterzone (sottozona) bezeichnet werden. Die Unterzonen sind: „Guardia Sanframondi“ oder „Guardiolo“, „Sant’Agata dei Goti“, „Solopaca“ oder „Taburno“. Dann muss ihr Mindestalkoholgehalt um 0,5 Vol.-% höher sein als in der einfachen Stufe. Der Schaumwein Falanghina del Sannio Spumante Metodo classico mit Erwähnung einer Unterzone muss mindestens 12 Monate auf Hefe in der Flasche reifen.

## Eigenschaften
Laut Denomination (Auszug):

### Falanghina del Sannio
- Farbe: strohgelb
- Geruch: fein, blumig, fruchtig
- Geschmack: fein, frisch und harmonisch
- Alkoholgehalt: mindestens 11,0 Vol.-%, für Unterzonen mindestens 11,5 Vol.-%
- Säuregehalt: mind. 5,0 g/l
- Trockenextrakt: mind. 15,0 g/l

### Falanghina del Sannio Spumante
- Perlage: fein und anhaltend
- Farbe: mehr oder weniger intensiv strohgelb, bisweilen mit grünlichen oder goldenen Reflexen
- Geruch: fein, blumig, fruchtig, zart
- Geschmack: harmonisch, frisch. Mit den Geschmacksangaben „extra herb“, „herb“ und „extra trocken“
- Alkoholgehalt: mindestens 11,5 Vol.-%, für Unterzonen mindestens 12,0 Vol.-%
- Säuregehalt: mind. 5,0 g/l
- Trockenextrakt: mind. 16,0 g/l